# Phillip Jeffries
L'agente speciale dell'FBI Phillip Jeffries è un personaggio immaginario della serie televisiva Twin Peaks, creata da Mark Frost e David Lynch. Appare per la prima volta nel film Fuoco cammina con me (1992) e nella serie TV Twin Peaks - Il ritorno (2017).
È interpretato da David Bowie, con la voce italiana di Luciano Roffi (in Fuoco cammina con me) e Roberto Chevalier (in Twin Peaks - Il ritorno).
Personaggio inizialmente solo accennato, il suo ruolo venne ampliato nella serie televisiva del 2017, ma a causa della morte di Bowie, nella nuova serie Jeffries è rappresentato da degli sbuffi di fumo bianco emessi da uno strano macchinario simile a una teiera gigante in una stanza di motel sopra un convenience store. Prima di morire, Bowie diede il permesso a Lynch di utilizzare nella nuova serie alcuni spezzoni del film Fuoco cammina con me dove appare il suo personaggio, ma solo a condizione di essere doppiato da un attore originario della Louisiana.

## Profilo
Direttore della task force del progetto Rosa Blu dell'FBI (relativo ai casi archiviati come "paranormali"), l'agente Jeffries scomparve misteriosamente mentre era in missione a Buenos Aires, Argentina, nel 1987.

## Apparizioni

### Fuoco cammina con meeTwin Peaks: The Missing Pieces
Phillip Jeffries viene mostrato mentre fa il check-in in un hotel di Buenos Aires. Il concierge gli dà una chiave. Jeffries chiede se c'è una signorina Judy nell'hotel e il concierge gli consegna una lettera che una ragazza gli ha lasciato affinché la consegnasse a lui. Jeffries viene quindi visto scomparire nel nulla appena entra in un ascensore. Esce da un diverso ascensore due anni dopo, e si ritrova nell'ufficio dell'FBI della città di Filadelfia. Si credeva che egli fosse scomparso due anni prima mentre era in missione in Argentina. Si affretta a recarsi nell'ufficio del suo ex superiore Gordon Cole, e inizia a delirare circa una certa Judy pur insistendo sul fatto di non volerne parlare, e a un certo punto si rivolge all'agente speciale Dale Cooper urlando: «Chi diavolo pensi che sia questo qui?». In seguito, Jeffries continua a raccontare in modo sconnesso e astratto dove era stato dalla sua scomparsa, discutendo della scoperta a Seattle di un incontro a cui aveva assistito sopra un minimarket e di un anello importante. Cole prova a far scoprire ad Albert come Jeffries possa essere entrato nell'edificio, mentre Cooper, notando lo sfarfallio delle luci, corre fuori nel corridoio. Mentre Jeffries continua il suo sfogo, Cole cerca di riportarlo alla realtà. Poi Phillip svanisce nuovamente nell'aria dopo aver realizzato che è il febbraio del 1989. Jeffries riappare a Buenos Aires, spaventando una cameriera e lo stesso fattorino del 1987, che l'aveva visto svanire nell'ascensore e ora riapparire.

### InTwin Peaks(2017)
Dopo l'imprigionamento di Dale Cooper nella Loggia nera, Phillip Jeffries stipula una sorta di accordo non specificato con il doppelgänger malvagio di Cooper, il quale dichiara di aver lavorato sotto copertura per Jeffries per oltre vent'anni. Ad un certo punto, Jeffries richiede alcune informazioni ad Albert Rosenfield riguardo a un uomo in Colombia, affermando che sono di vitale importanza per la salvezza di Cooper. Una settimana dopo, l'agente in Colombia viene ucciso.
In qualche modo Jeffries perde le sue sembianze umane, e nel settembre 2014 appare sotto forma di una sfera trasparente che fuoriesce dal beccuccio di uno strano macchinario simile a una teiera gigante che emette sbuffi di fumo denso e bianco. La sua camera è situata dietro la stanza n. 8 di un motel accessibile solamente dal piano superiore di un convenience store.
In aggiunta, un altro individuo comincia ad assumere l'identità di Jeffries, commissionando a Ray Monroe e Darya l'assassinio del doppio di Cooper. Mentre si trova in Sud Dakota, il doppelgänger tenta di contattare Jeffries via radio, ma riesce a parlare solo con questo sconosciuto. La persona alla radio afferma di sapere che il doppelgänger si è incontrato con il Maggiore Garland Briggs, e stava chiamando per dirgli addio. "Jeffries" dice al falso Cooper che presto tornerà indietro e si congiungerà nuovamente con BOB, poi chiude la comunicazione.
Dopo aver sparato al doppio malvagio di Cooper, Ray contatta "Phillip" al telefono e gli dice di non essere sicuro che la vittima sia morta, ma che comunque potrà "finire il lavoro" quando e se il doppelgänger lo raggiungerà nel posto dove si sta recando adesso. In seguito, dietro minaccia di una pistola, Monroe confessa al doppio malvagio che qualcuno di nome Phillip Jeffries aveva orchestrato la loro evasione dal carcere e gli aveva ordinato di mettergli un anello al dito appena lui fosse morto. Jeffries è nascosto da qualche parte in un posto chiamato "The Dutchman's", che però Ray avverte, "non è reale". Il doppio di Cooper dice che lo sa e poi spara in testa a Ray uccidendolo.
In uno dei suoi ricorrenti sogni su Monica Bellucci, Gordon Cole rivive lo strano incidente del 1989 nel quale Jeffries era improvvisamente apparso a Filadelfia e posto dei dubbi sull'identità di Dale Cooper, episodio che Cole aveva del tutto dimenticato. Inoltre, anche Albert ammette di cominciare a ricordarsi qualcosa dell'episodio.
Il doppelgänger si reca fino al luogo dove si nasconde il "vero" Jeffries, arrivando alla conclusione che non sia la stessa entità che aveva assoldato Ray. Quindi, gli chiede di Judy, che Jeffries aveva precedentemente menzionato nell'ufficio dell'FBI a Filadelfia nel 1989, e Jeffries risponde che lui potrà parlare con Judy stessa, e gli dà una serie di numeri (delle coordinate) mediante degli sbuffi di fumo che fluttuano fuori dal suo globo luminoso.
Quando il doppelgänger viene finalmente ucciso, il vero Dale Cooper accompagna MIKE da Jeffries. Cooper dice a Phillip di essere interessato a una data in particolare: il 23 febbraio 1989, e Jeffries acconsente a trovarla per lui. Commentando che è "scivoloso qui", Jeffries alla fine manifesta il simbolo trovato nella Caverna del gufo, che si trasforma in un "8" con una perla modulante intorno alla sua metà inferiore. Jeffries dice che è lì che Cooper potrà trovare Judy, aggiungendo anche: «Potrebbe esserci ... qualcuno. Mi hai chiesto questo?». Alla fine, Jeffries dice di mandare il suo saluto a Gordon Cole, e che Cole ricorderà la "versione non ufficiale". Con un forte crepitio di elettricità, Cooper appare nei boschi vicino a Twin Peaks nel 1989, la notte in cui Laura Palmer morì.

## Dietro le quinte
Il montaggio originale di Fuoco cammina con me collocava la ricomparsa di Jeffries nel 1988, ma in The Missing Pieces, nel libro Le vite segrete di Twin Peaks e nel quindicesimo episodio di Twin Peaks (2017) il suo ritorno è invece collocato nell'anno 1989.
Nel 2015 Lynch chiese a David Bowie di riprendere il ruolo di Jeffries in occasione della terza stagione di Twin Peaks che aveva in cantiere, ma tramite il suo avvocato, Bowie fece sapere al regista di essere troppo malato e di non poter partecipare al progetto. Il suo declino fisico dovuto alla malattia, fu tenuto segreto fino alla morte dell'artista avvenuta il 10 gennaio 2016. Bowie diede a Lynch il permesso di riutilizzare le riprese del personaggio tratte dal film Fuoco cammina con me, tuttavia, non essendo contento dell'accento che aveva usato all'epoca, chiese di far ri-doppiare la sua voce da un autentico attore originario della Louisiana (Nathan Frizzell).
(David Lynch)
All'apparizione di Jeffries nella nuova serie del 2017, Lynch ha lamentato il fatto che molti telespettatori pensassero che Jeffries avesse la forma di un bollitore da tè, rimpiangendo di non aver fatto dritto il "beccuccio" del macchinario. Tuttavia, non si oppone all'interpretazione degli spettatori che lo vedono come tale.